# Ermelinda
Ermelinda, död efter 688, var drottning av det Langobardiska riket som gift med kung Cuniperto (kung 688-700).
Hon är omtalad för historien om hennes makes äktenskapsbrott med adelskvinnan Theodote, som på drottningens order tvingades gå i kloster. 